# Long-term Predicted Excitation Coding
LPEC ist ein von Sony entwickelter, proprietärer Codec zur verlustbehafteten Audiodatenkompression und besitzt üblicherweise die Dateiendung „.msv“ oder „.dvf“
Das Format kommt in einigen digitalen Diktiergeräten des Herstellers Sony zum Einsatz. Es wurde vorwiegend für Sprachaufnahmen in geringer Qualität und mit niedrigen Bitraten konzipiert, eignet sich jedoch mit der höchsten verfügbaren Bitrate von 128kbps auch zur Musikaufnahme. Die Tonqualität ist dabei vergleichbar mit anderen, aktuellen verlustbehafteten Kompressionsverfahren, wie MP3 oder Vorbis.
Das Format ist bislang mit Ausnahme der Diktiergeräte weitestgehend unbekannt. Auch im Internet sind praktisch keine Informationen über LPEC vorhanden. Als Software zum Erstellen, Bearbeiten und Wiedergeben existiert lediglich der von Sony zu den unterstützten Diktiergeräten mitgelieferte „Digital Voice Editor“ sowie ein Wiedergabecodec für den Windows Media Player.